# Rogelio A. González
Rogelio Antonio González Villarreal, ou plus simplement Rogelio A. González (né le 27 janvier 1920 à Monterrey - mort le 22 mai 1984 à Saltillo) est un acteur, réalisateur et scénariste de cinéma mexicain. Son fils Rojo Grau est également acteur.

## Filmographie

### Comme réalisateur
| - 1951 : Amar fué su pecado - 1951 : El gavilán pollero - 1952 : Ahora soy rico - 1952 : Hambre nuestra de cada día - 1952 : Las interesadas - 1952 : Un rincón cerca del cielo - 1953 : El vagabundo - 1953 : Tal para cual - 1954 : El mil amores - 1954 : Nuevo amanecer - 1955 : Ce sacré clochard (es) (Escuela de vagabundos) - 1955 : La vida no vale nada - 1956 : Canto y esperanza Pueblo - 1956 : El inocente - 1956 : Los bandidos de Río Frío - 1956 : Una movida chueca - 1957 : Vainilla, bronce y morir (Una mujer más) - 1957 : La culta dama - 1957 : Mi influyente mujer - 1957 : Pies de gato - 1958 : Escuela de rateros - 1958 : Mujer en condominio - 1959 : Ando volando bajo - 1959 : Dos fantasmas y una muchacha - 1959 : El hombre del alazán - 1959 : El que con niños se acuesta - 1959 : Nacida para amar - 1960 : Conquistador de la luna - 1960 : El esqueleto de la señora Morales - 1960 : La nave de los monstruos - 1960 : Los fanfarrones - 1961 : Amorcito corazón - 1961 : ¿Donde estás, corazón? - 1961 : El buena suerte - 1961 : El jinete negro - 1961 : En cada feria un amor | - 1961 : La diligencia de la muerte - 1961 : Paloma brava - 1965 : Río Hondo - 1966 : Alias el Rata - 1966 : La valentina - 1967 : Adios cuñado! - 1967 : Alma grande en el desierto - 1967 : Chanoc - 1967 : La mujer de a seis litros - 1968 : Dr. Satán y la magia negra - 1968 : La noche del halcón - 1969 : Al fin a solas - 1969 : Flor marchita - 1970 : El club de los suicidas, avec Pilar Bayona et Enrique Guzmán - 1970 : La agonía de ser madre - 1970 : ¿Por qué nací mujer? - 1971 : La guera Xóchitl - 1971 : La sangre enemiga - 1971 : Papa en onda - 1971 : Rosario - 1972 : La inocente - 1972 : Las vírgenes locas - 1972 : One minute Before Death - 1972 : Por eso - 1973 : Vidita negra - 1974 : La recogida - 1976 : El hombre desnudo - 1976 : La India - 1977 : Sor tequila - 1978 : Los Japoneses no esperan - 1979 : El tahúr - 1981 : D.F./Distrito Federal - 1981 : El gran perro muerto - 1981 : El sexo sentido - 1983 : México 2000 |

### Comme scénariste
| - 1947 : ¡Qué verde era mi padre! - 1947 : ¡Vuelven los Garcia! - 1947 : Cuando lloran los valientes - 1948 : Angelitos negros - 1948 : Ustedes, los ricos - 1948 : Los tres huastecos - 1949 : La oveja negra - 1950 : No desearás la mujer de tu hijo - 1950 : Sobre las olas - 1951 : Amar fué su pecado - 1951 : El gavilán pollero - 1952 : Ahora soy rico - 1952 : Un rincón cerca del cielo - 1953 : El vagabundo - 1956 : Los bandidos de Río Frío | - 1957 : Vainilla, bronce y morir (Una mujer más) - 1957 : La culta dama - 1959 : Ando volando bajo - 1959 : El hombre del alazán - 1959 : Nacida para amar - 1961 : ¿Donde estás, corazón? - 1969 : Flor marchita - 1970 : La agonía de ser madre - 1970 : Matrimonio y sexo - 1971 : La guera Xóchitl - 1971 : La sangre enemiga - 1971 : Rosario - 1972 : Por Eso - 1976 : El hombre desnudo |

### Comme acteur
- 1947 : ¡Vuelven los Garcia! d'Ismael Rodríguez
- 1947 : Cuando lloran los valientes d'Ismael Rodríguez
- 1949 : El paso maldito de Fred Matter
- 1950 : Anacleto se divorcia de Joselito Rodríguez
- 1957 : Mi influyente mujer de lui-même
- 1959 : Dos fantasmas y una muchacha de lui-même
- 1970 : ¿Por qué nací mujer? de lui-même
- 1974 : La recogida de lui-même